# Amígdala cerebel·losa
L'amígdala cerebel·losa és una estructura neurològica situada al cerebel. Presenta la forma d'un lòbul arrodonit sota la superfície de cada hemisferi cerebel·lós, i es continua -cap la part central- amb l'úvula del vermis. L'amígdala de el cerebel no s'ha de confondre amb l'amígdala cerebral, situada a la zona medial profunda de l'escorça cerebral del lòbul temporal.